# 上伊田駅
上伊田駅（かみいたえき）は、福岡県田川市大字伊田にある平成筑豊鉄道田川線の駅である。駅番号はHC16。
九州旅客鉄道（JR九州）日田彦山線と合流する地点の近くにあり、信号場は田川伊田駅構内にある。日田彦山線と並行しているがそちらに駅はない。
田川市内の金属リサイクル業者「神田商店」がネーミングライツを取得し、2009年（平成21年）4月1日より愛称付きの駅名が神田商店 上伊田駅となっている。
かつて、国鉄添田線に同名の上伊田駅があり、所在地名は当駅と同じ田川市大字伊田であるが、場所は異なる。国鉄の上伊田駅は1985年（昭和60年）の添田線の廃止と同時に廃駅となっており、当駅はこの駅が移転したものではない。

## 歴史
- 2001年（平成13年）3月3日：平成筑豊鉄道により開業。
- 2009年（平成21年）4月1日：ネーミングライツにより「神田商店」の愛称が付く[1]。

## 駅構造
単式ホーム1面1線の地上駅。無人駅で駅舎はない。外部とは階段とスロープで結ばれ、バリアフリー対応である。

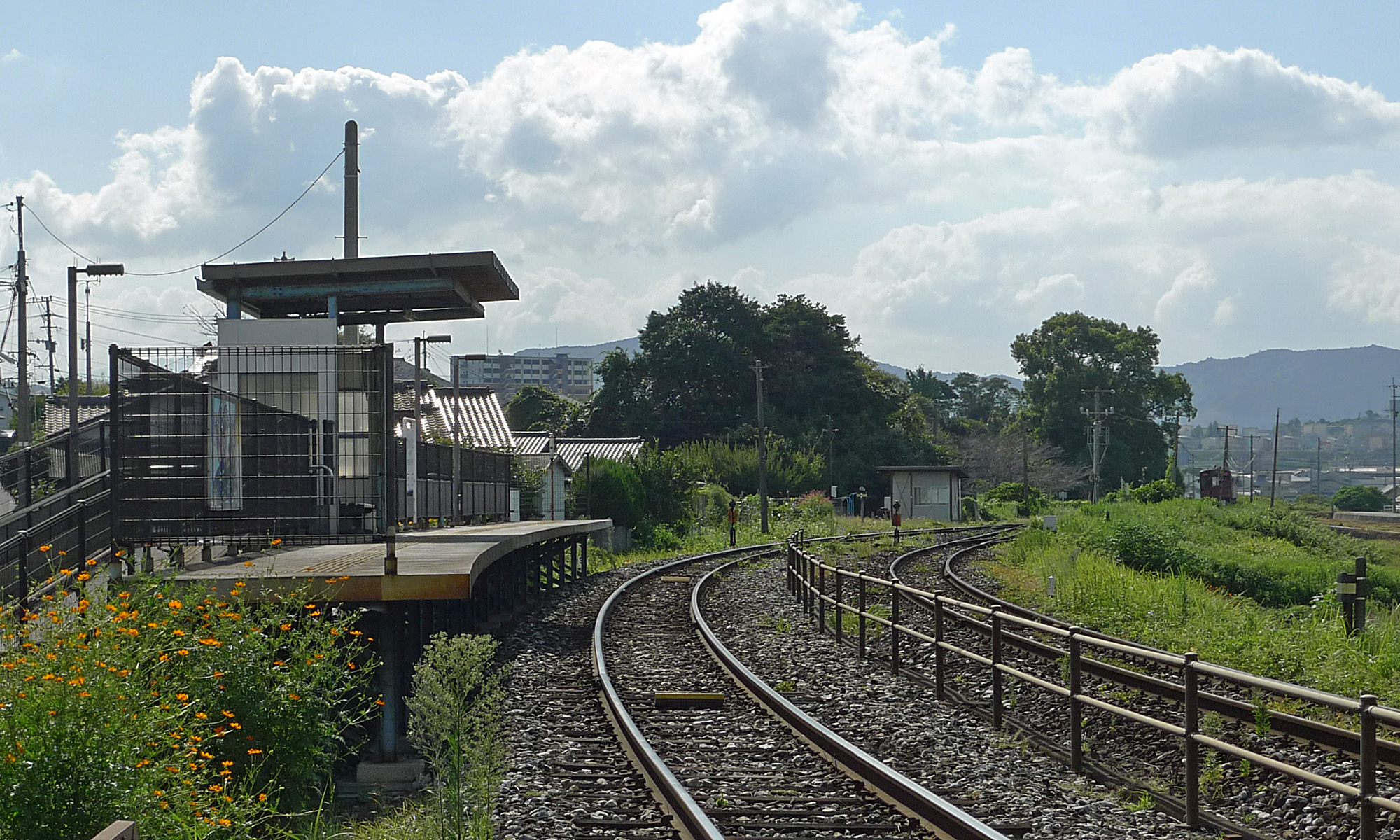
ホーム（2009年9月）
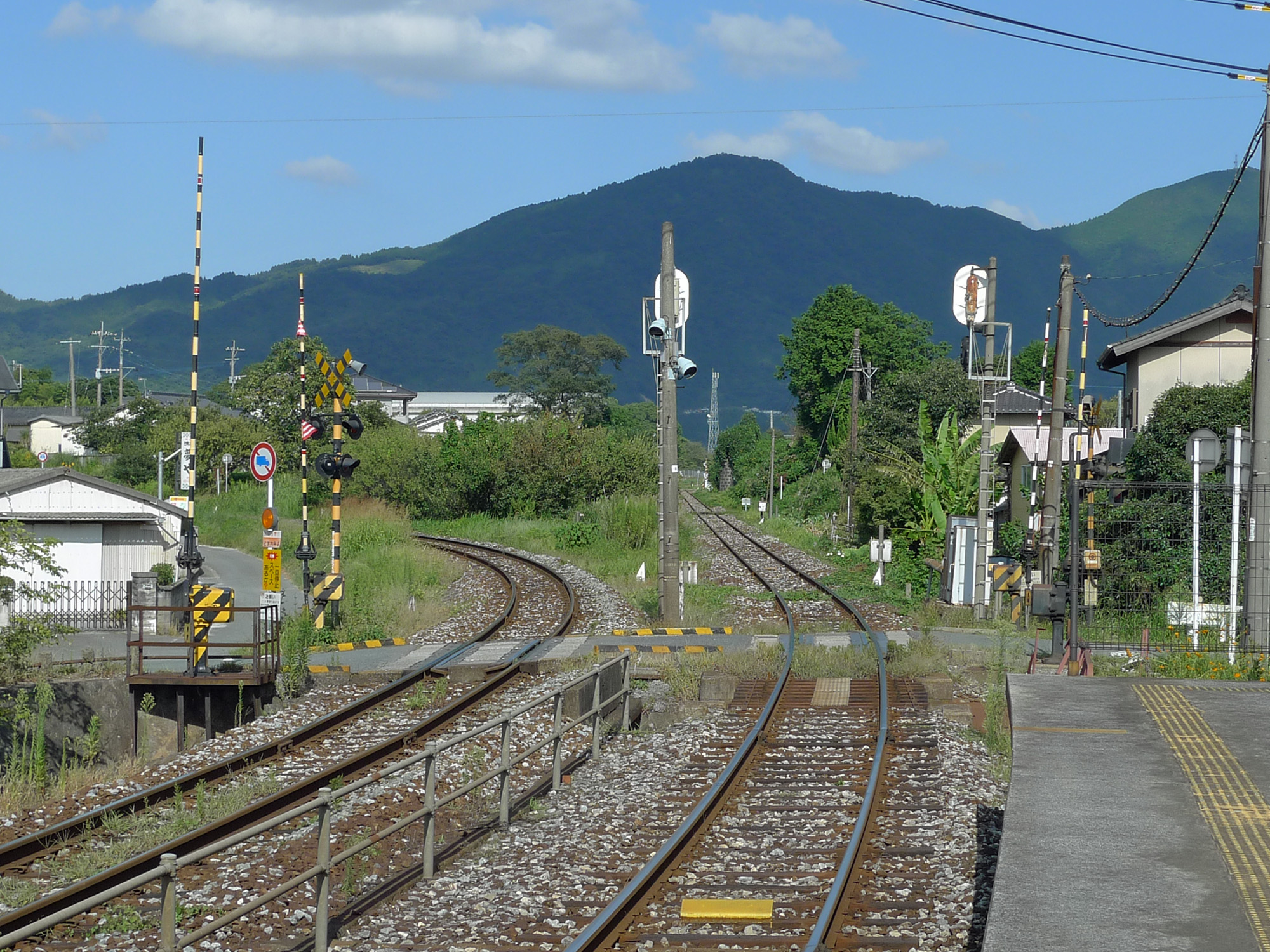
左の線路：日田彦山線（城野方面） 右の線路：田川線（行橋方面）

## 利用状況
2019年度の1日平均乗降人員は48人である。
| 年度   | 1日平均 乗降人員 |
| ------ | ---------------- |
| 2008年 | 58               |
| 2009年 | 58               |
| 2010年 | 62               |
| 2011年 | 58               |
| 2012年 | 48               |
| 2013年 | 58               |
| 2014年 | 60               |
| 2015年 | 56               |
| 2016年 | 64               |
| 2017年 | 68               |
| 2018年 | 60               |
| 2019年 | 48               |

## 駅周辺
- 福岡県道204号田川犀川線
- 福岡県道456号金田夏吉伊田線
- 田川市立田川東中学校
- 田川護国神社
- 神田商店
- 福智学園福智高等学校
- 鎮西公園
- 新極真会田川道場
- 上伊田西地区公民館
- 天理教田川治長教会
- 上伊田警察官連絡所
- 嶽進ハイスクール上伊田駅校
- 真宗大谷派香岳寺
- セスドノ古墳
- 天台寺跡（上伊田廃寺）

## 隣の駅
平成筑豊鉄道
■田川線
勾金駅 (HC17)   - 上伊田駅 (HC16) - 田川伊田駅 (HC15)